# 河北路 (天津)
河北路是中国天津市和平区的一条街道。修筑于1897年，原来跨天津英租界、天津法租界和天津日租界3个租界。河北路西到多伦道，南到马场道，长2746米，宽10米。目前，河北路地区是天津市历史风貌建筑的聚集地之一，大量的名人故居坐落于此。

## 历史
河北路形成于20世纪初。1943年以前该路分属于天津英租界、天津法租界和天津日租界3个租界：从马场道到营口道属于英租界；从营口道到锦州道属于天津法租界；从锦州道到多伦道属于日租界。1897年3月31日，天津英租界向西扩展到墙子河，随后在此扩充界的西部修筑了盛茂道（Seymour Road），即今河北路的营口道至南京路段。1903年1月14日，天津英租界再度向墙子河以西扩展，称为推广界，后来在其东部修筑了威灵顿道（Wellington Road），即今河北路的南京路至马场道段，该路名来源于拿破仑战争时期的英军将领，英国第25、27任首相威灵顿。1900年，天津法租界向西扩展到墙子河（今南京路），在此新租界的中部修筑了德大夫路（31号路），即今河北路的营口道至锦州道段。20世纪初，天津日租界开始开发，在其中部修筑了芙蓉街，即今河北路的多伦道至锦州道段。1946年，天津市政府光复后，这四条道路合并并以河北省名更名至今。

## 现况与发展
河北路目前西到多伦道，南到马场道，河北路目前从马场道至营口道一段基本为南北向，从营口道至多伦道一段为西北-东南向，为单向道路。与多伦道交汇后，河北路改为荣安大街。长2746米，车行道宽10米，两侧人行道各宽2米，为沥青路面。沿途建有有顾维钧旧宅、周明泰旧宅、李氏旧居、疙瘩楼、林东大楼、王益孙旧居和张绍曾故居等建筑。

## 沿路建筑
河北路现存比较著名的建筑有：

河北路上的李氏旧居

- 天津市文物保护单位：周明泰旧宅，河北路277号
- 天津市文物保护单位：顾维钧旧宅，河北路267号
- 天津市历史风貌建筑：李氏旧居，河北路239号
- 天津市历史风貌建筑：疙瘩楼，河北路283号至297号
- 天津市历史风貌建筑：林东大楼，河北路林东大楼
- 天津市历史风貌建筑：王益孙旧居，河北路275号
- 天津市历史风貌建筑：张绍曾旧居，河北路334号[3]
- 黎元洪故居，河北路219号，已拆除。

## 交汇道路
目前，与河北路相交汇的主要道路有：

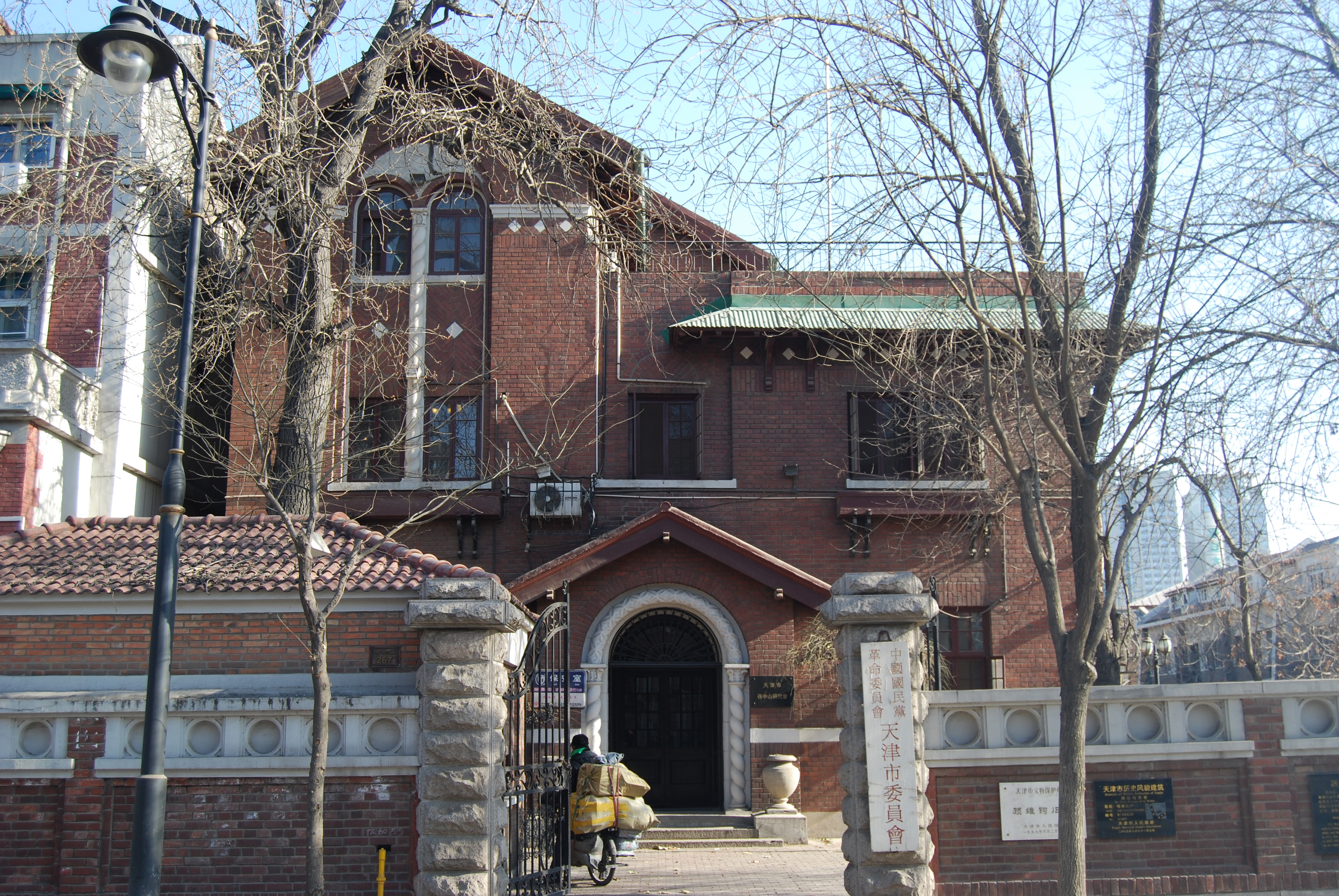
河北路和重庆道交口的顾维钧旧宅

- 马场道 原马厂道（Race Course Road）
- 睦南道 原香港道（Hong Kong Road）
- 大理道 原新加坡道（Singapore Road）
- 重庆道 原剑桥道（Cambridge Road）、原爱丁堡道（Edinborgh Road）
- 洛阳道 原达克拉道（Douglas Road）
- 成都道 原伦敦道（London Road）
- 西安道 原敦桥道（Tonbridge Road）
- 南京路 原围墙道（Elgin Road）、原小河道（Creek Road）
- 烟台道 原博罗斯道（Bruce Road）
- 保定道 原巴克斯道（Parkes Road）
- 唐山道 原广东道（Canton Road）
- 营口道 原宝士徒道（Bristow Road）、原圣路易路（Rue Saint Louis）
- 承德道 原佩丹路（Rue Pétain）
- 赤峰道 原丰领事路（Rue Fontanier）
- 哈尔滨道 原贝拉扣路（Rue de Pélacot）
- 滨江道 原福煦将军路（Rue du Maréchal Foch）
- 长春道 原窦总领事路（Rue G.Deveria）
- 锦州道 原秋山街
- 沈阳道 原蓬莱街
- 哈密道 原松岛街
- 四平东道 原浪速街
- 鞍山道 原宫岛街
- 万全道 原伏见街
- 多伦道 原福岛街
- 荣安大街